# Момынай
Момынай (каз. Момынай) — село в Толебийском районе Туркестанской области Казахстана. Входит в состав Аккумского сельского округа. Находится примерно в 5 км к востоку от центра города Ленгер. Код КАТО — 515835300.

## Население
В 1999 году население села составляло 1374 человека (709 мужчин и 665 женщин). По данным переписи 2009 года, в селе проживало 1495 человек (749 мужчин и 746 женщин).